# Kostel svatého Cyrila a Metoděje (Podivice)
Římskokatolický farní kostel svatého Cyrila a Metoděje je kostel, jenž stojí v obci Podivice poblíž okresního města Vyškov.

## Historie
Se stavbou kostela se začalo 17. října 1910 kdy byl slavnostně položen základní kámen. Po zimě roku 1910 se začalo se stavbou kostelní věže na kterou byly 6. dubna 1911 dovezeny čtyři nové zvony. Stavba kostela byla dokončena a zkolaudována 2. srpna 1911. Dne 3. září 1911 byl kostel vysvěcen Dr.Antonínem Cyrilem Stojanem.